# Carex crinita
Carex crinita är en halvgräsart som beskrevs av Jean-Baptiste de Lamarck. Carex crinita ingår i släktet starrar, och familjen halvgräs.

## Underarter
Arten delas in i följande underarter:
- C. c. brevicrinis
- C. c. crinita
- C. c. porteri

## Bildgalleri

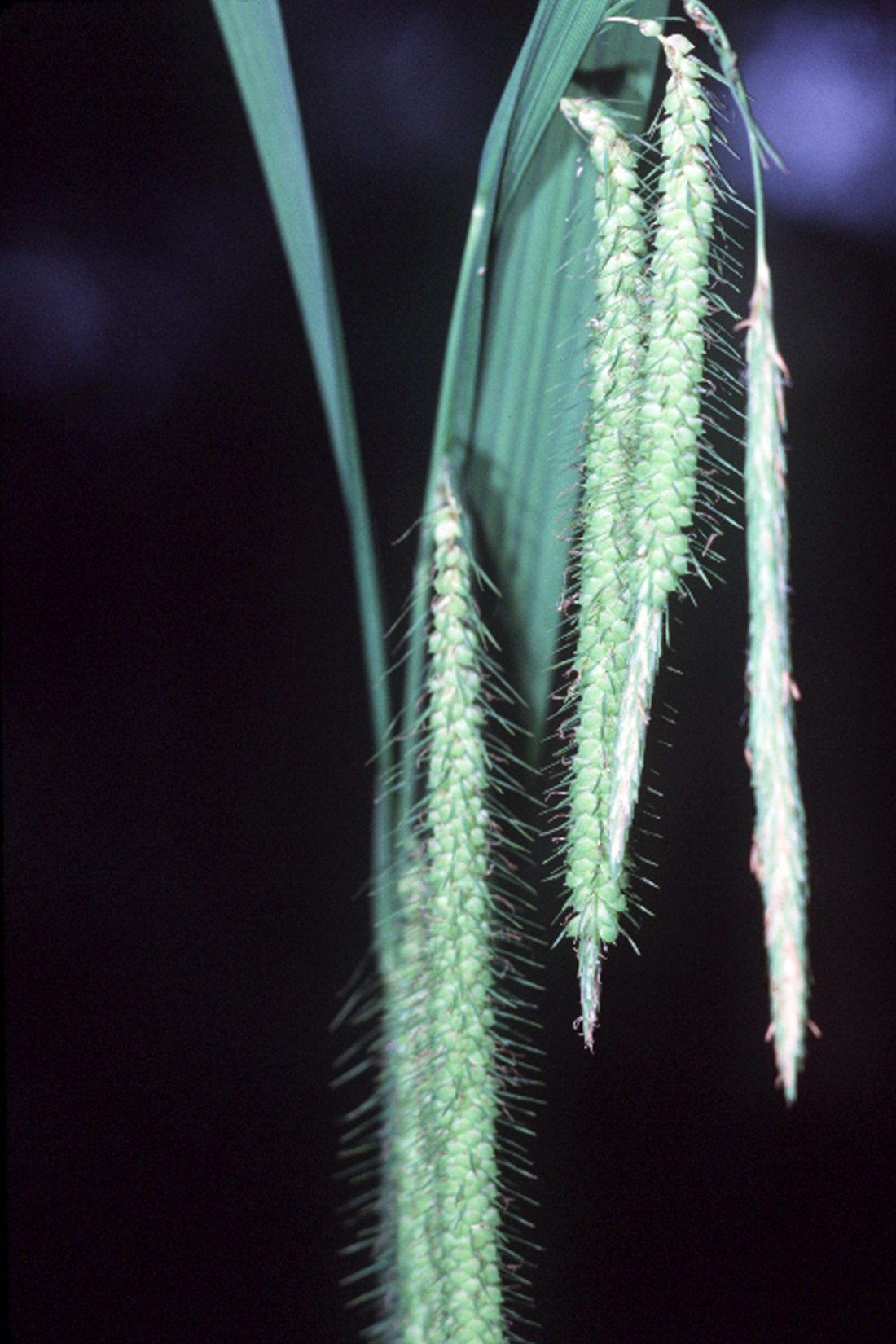